# Arnold Reissert
Arnold Reissert (* 25. Oktober 1860 in Powayen, Ostpreußen; † 21. November 1945 in Marburg) war ein deutscher Chemiker.

## Leben und Werk
Reissert studierte Chemie und promovierte 1884 in Berlin bei Ferdinand Tiemann mit einer Arbeit Ueber die Einwirkung von Phenylhydrazin auf die Cyanhydrine von Benzaldehyd, Acetaldehyd und Aceton. Ab 1888 war er als Privatdozent in Berlin tätig.
1902 wurde Reissert Professor an der Universität Marburg und entwickelte die nach ihm benannte Indolsynthese aus Nitrotoluolen und Diethyl-Oxalaten. Außerdem ist die Reissert-Reaktion nach ihm benannt. Reissert war Mitglied in der Deutschen Chemischen Gesellschaft und Herausgeber der jährlich erschienenen Berichte der Deutschen Chemischen Gesellschaft zu Berlin.
Arnold Reissert war mit Julie Levy verheiratet, die aus einer assimilierten jüdischen Familie aus Berlin stammte. Ihr Bruder Hermann Levy war Professor für Nationalökonomie in Heidelberg und Berlin.

## Ehrungen
1913 wurde er zum Mitglied der Deutschen Akademie der Naturforscher Leopoldina gewählt.

## Veröffentlichungen
- Mehrkernige Benzolderivate. In: Victor Meyer und Paul Heinrich Jacobson (Herausgeber): Lehrbuch der organischen Chemie, Bd. 2: Cyclische Verbindungen. - Naturstoffe; Teil 2. Veit, Leipzig 1903.
- Geschichte und Systematik der Indigo-Synthesen. Mit specieller Berücksichtigung der einschlägigen Patentliteratur. Friedländer, Berlin 1898.
- Das Chinolin und seine Derivate. Vieweg, Braunschweig 1889.